# Бруховичі
Брухо́вичі — село в Україні, у Голобській селищній територіальній громаді Ковельського району Волинської області. Населення становить 392 осіб.

## Історія
Село було власністю (або у державленні) шляхтичів Фальчевських, адміністративно входило до складу Луцького повіту Бруховичі У 1567 р. князь Санґушко Роман мусив викупити село за 4 000 кіп литовських грошей від Фальчевських.
У 1906 році село Голобської волості Ковельського повіту Волинської губернії. Відстань від повітового міста 29 верст, від волості 5. Дворів 72, мешканців 494.
До 14 серпня 2015 року село підпорядковувалось Голобській селищній раді Ковельського району Волинської області.

## Населення
Згідно з переписом УРСР 1989 року чисельність наявного населення села становила 431 особа, з яких 206 чоловіків та 225 жінок.
За переписом населення України 2001 року в селі мешкали 392 особи.

### Мова
Розподіл населення за рідною мовою за даними перепису 2001 року:
| Мова       | Відсоток |
| ---------- | -------- |
| українська | 98,72 %  |
| російська  | 0,77 %   |
| білоруська | 0,26 %   |
| вірменська | 0,26 %   |